# PGM Hecate II
PGM Hécate II — французская крупнокалиберная снайперская винтовка, производящаяся компанией PGM Précision.
Для стрельбы из Hecate II применяются винтовочные патроны калибра .50 BMG  (12,7×99 мм). Технически представляет собой 7-зарядную винтовку с продольно-скользящим поворотным затвором.
Винтовка комплектуется оптическим прицелом.

## На вооружении
- Австрия — состоит на вооружении полицейского спецподразделения EKO Cobra[1]
- Латвия[2]
- Польша[3]
- Словения[4]
- Франция[5]
- Эстония — с 2007 года[6].

## Применения в играх
- Fallout: New Vegas (2010)
- Point Blank (2010)
- Counter-Strike Nexon: Zombies (2014)
- Unturned (2014)
- Игровой режим Phantom Forces (2015) для Roblox (2006)
- Brain/Out (2017)
- Sword Art Online Fatal Bullet (2018) Под названием AMR Тиамат
- Добавлен в игровой режим Blackhawk Rescue Mission 5 (2019) на платформе Roblox (2006) в обновлении от 7 сентября 2023
- Добавлен в игровой режим Decaying winter  (2022-2023) на платформе Roblox (2006) в обновлении от 2022

## Применения в Аниме
- Sword Art Online II (2014)